# Wellstedia socotrana
Espèce
Statut de conservation UICN

 VU  : Vulnérable
Wellstedia socotrana est une espèce de plantes à fleurs de la famille des Wellstediaceae.
C'est un sous-arbrisseau qui pousse principalement dans le biome du désert ou des broussailles sèches.

## Répartition
Ce taxon se rencontre dans le pays suivant : Yémen.

## Systématique
Le nom correct complet (avec auteur) de ce taxon est Wellstedia socotrana Balf.fil..